# Заря (Клинцовский район, бывший Сосновский сельсовет)
Заря —  поселок в Клинцовском районе Брянской области в составе  Коржовоголубовского сельского поселения.

## География
Находится в западной части Брянской области на расстоянии приблизительно 7 км на северо-восток по прямой от районного центра города Клинцы.

## История
На карте 1941 года показан как поселение с 11 дворами.

## Население
Численность населения: 20 человек (2002), 8 человек (2010). 3 человек (2013), 7 человек (2017), 6 человек (2021).
Будет упразднен как фактически не существующий в связи с переселением всех жителей на постоянное место жительства в другие населённые пункты.